# 宇文鼎
參數所指定的目標頁面不存在，建議更正成存在頁面或直接建立下列一個頁面（建立前請先搜尋是否有合適的存在頁面可以取代）：
- 宇文鼎 (京兆)

宇文鼎（?—?），字周重。唐朝政治人物。

## 生平
御史中丞宇文邈之子。歷官仓部员外郎、左司员外郎、吏部员外郎。宪宗时为御史中丞，受密詔與宋申錫誅殺鄭注。不料京兆尹王璠泄密，被郑注和右神策中尉王守澄获悉。长庆初，任右拾遗。与李珏等劝穆宗戒酒色。文宗时为华州（在今陕西渭南）刺史。八年，因坐赃事贬循州刺史。